# Legend (Bob Marley & The Wailers)
Legend is een compilatiealbum van Bob Marley & The Wailers uit 1984. Het bevat Marleys grootste hits, waaronder "I Shot The Sheriff", "No Woman, No Cry", "Redemption Song" en "Jamming". Het is het bestverkochte reggaealbum aller tijden, met meer dan 14 miljoen verkochte exemplaren in de Verenigde Staten en ongeveer 25 miljoen verkochte exemplaren wereldwijd. In 2003 plaatste Rolling Stone Legend op plaats 46 van The 500 Greatest Albums of All Time.

## Nummers
Alle nummers zijn geschreven door Bob Marley, behalve waar aangegeven.
| Nr. | Titel                                  | Van album     | Duur |
| --- | -------------------------------------- | ------------- | ---- |
| 1.  | Is This Love                           | Kaya          | 3:50 |
| 2.  | No Woman, No Cry (Vincent Ford)        | Live!         | 7:08 |
| 3.  | Could You Be Loved                     | Uprising      | 3:57 |
| 4.  | Three Little Birds                     | Exodus        | 3:00 |
| 5.  | Buffalo Soldier (Marley/N.G. Williams) | Confrontation | 4:18 |
| 6.  | Get Up, Stand Up (Marley/Peter Tosh)   | Burnin'       | 3:17 |
| 7.  | Stir It Up                             | Catch a Fire  | 5:30 |

| Nr. | Titel         | Van album | Duur |
| --- | ------------- | --------- | ---- |
| 8.  | Easy Skanking | Kaya      | 2:57 |

| Nr. | Titel                                              | Van album | Duur |
| --- | -------------------------------------------------- | --------- | ---- |
| 1.  | One Love/People Get Ready (Marley/Curtis Mayfield) | Exodus    | 2:52 |
| 2.  | I Shot the Sheriff                                 | Burnin'   | 4:40 |
| 3.  | Waiting in Vain                                    | Exodus    | 4:16 |
| 4.  | Redemption Song                                    | Uprising  | 3:48 |
| 5.  | Satisfy My Soul                                    | Kaya      | 4:30 |
| 6.  | Exodus                                             | Exodus    | 7:40 |
| 7.  | Jamming                                            | Exodus    | 3:31 |

| Nr. | Titel                                 | Van album | Duur |
| --- | ------------------------------------- | --------- | ---- |
| 16. | Punky Reggae Party (Marley/Lee Perry) | Single    | 6:52 |

## Hitnoteringen

### NederlandseAlbum Top 100
| Hitnotering: (Week 1 t/m 25) 26-05-1984 t/m 10-11-1984 Hitnotering: (Week 26 t/m 57) 18-05-1991 t/m 28-12-1995 Hitnotering: (Week 58 t/m 69) 17-07-1999 t/m 02-10-1999 Hitnotering: (Week 70) 30-10-1999 Hitnotering: (Week 71 t/m 84) 11-12-1999 t/m 18-03-2000 Hitnotering: (Week 85 t/m 93) 20-05-2000 t/m 15-07-2000 Hitnotering: (Week 94 t/m 103) 29-07-2000 t/m 30-09-2000 Hitnotering: (Week 104 t/m 114) 07-07-2012 t/m 15-09-2012 Hitnotering: (Week 115 t/m 116) 29-09-2012 t/m 06-10-2012 Hitnotering: (Week 117 t/m) 05-01-2013 t/m | Hitnotering: (Week 1 t/m 25) 26-05-1984 t/m 10-11-1984 Hitnotering: (Week 26 t/m 57) 18-05-1991 t/m 28-12-1995 Hitnotering: (Week 58 t/m 69) 17-07-1999 t/m 02-10-1999 Hitnotering: (Week 70) 30-10-1999 Hitnotering: (Week 71 t/m 84) 11-12-1999 t/m 18-03-2000 Hitnotering: (Week 85 t/m 93) 20-05-2000 t/m 15-07-2000 Hitnotering: (Week 94 t/m 103) 29-07-2000 t/m 30-09-2000 Hitnotering: (Week 104 t/m 114) 07-07-2012 t/m 15-09-2012 Hitnotering: (Week 115 t/m 116) 29-09-2012 t/m 06-10-2012 Hitnotering: (Week 117 t/m) 05-01-2013 t/m | Hitnotering: (Week 1 t/m 25) 26-05-1984 t/m 10-11-1984 Hitnotering: (Week 26 t/m 57) 18-05-1991 t/m 28-12-1995 Hitnotering: (Week 58 t/m 69) 17-07-1999 t/m 02-10-1999 Hitnotering: (Week 70) 30-10-1999 Hitnotering: (Week 71 t/m 84) 11-12-1999 t/m 18-03-2000 Hitnotering: (Week 85 t/m 93) 20-05-2000 t/m 15-07-2000 Hitnotering: (Week 94 t/m 103) 29-07-2000 t/m 30-09-2000 Hitnotering: (Week 104 t/m 114) 07-07-2012 t/m 15-09-2012 Hitnotering: (Week 115 t/m 116) 29-09-2012 t/m 06-10-2012 Hitnotering: (Week 117 t/m) 05-01-2013 t/m | Hitnotering: (Week 1 t/m 25) 26-05-1984 t/m 10-11-1984 Hitnotering: (Week 26 t/m 57) 18-05-1991 t/m 28-12-1995 Hitnotering: (Week 58 t/m 69) 17-07-1999 t/m 02-10-1999 Hitnotering: (Week 70) 30-10-1999 Hitnotering: (Week 71 t/m 84) 11-12-1999 t/m 18-03-2000 Hitnotering: (Week 85 t/m 93) 20-05-2000 t/m 15-07-2000 Hitnotering: (Week 94 t/m 103) 29-07-2000 t/m 30-09-2000 Hitnotering: (Week 104 t/m 114) 07-07-2012 t/m 15-09-2012 Hitnotering: (Week 115 t/m 116) 29-09-2012 t/m 06-10-2012 Hitnotering: (Week 117 t/m) 05-01-2013 t/m | Hitnotering: (Week 1 t/m 25) 26-05-1984 t/m 10-11-1984 Hitnotering: (Week 26 t/m 57) 18-05-1991 t/m 28-12-1995 Hitnotering: (Week 58 t/m 69) 17-07-1999 t/m 02-10-1999 Hitnotering: (Week 70) 30-10-1999 Hitnotering: (Week 71 t/m 84) 11-12-1999 t/m 18-03-2000 Hitnotering: (Week 85 t/m 93) 20-05-2000 t/m 15-07-2000 Hitnotering: (Week 94 t/m 103) 29-07-2000 t/m 30-09-2000 Hitnotering: (Week 104 t/m 114) 07-07-2012 t/m 15-09-2012 Hitnotering: (Week 115 t/m 116) 29-09-2012 t/m 06-10-2012 Hitnotering: (Week 117 t/m) 05-01-2013 t/m | Hitnotering: (Week 1 t/m 25) 26-05-1984 t/m 10-11-1984 Hitnotering: (Week 26 t/m 57) 18-05-1991 t/m 28-12-1995 Hitnotering: (Week 58 t/m 69) 17-07-1999 t/m 02-10-1999 Hitnotering: (Week 70) 30-10-1999 Hitnotering: (Week 71 t/m 84) 11-12-1999 t/m 18-03-2000 Hitnotering: (Week 85 t/m 93) 20-05-2000 t/m 15-07-2000 Hitnotering: (Week 94 t/m 103) 29-07-2000 t/m 30-09-2000 Hitnotering: (Week 104 t/m 114) 07-07-2012 t/m 15-09-2012 Hitnotering: (Week 115 t/m 116) 29-09-2012 t/m 06-10-2012 Hitnotering: (Week 117 t/m) 05-01-2013 t/m | Hitnotering: (Week 1 t/m 25) 26-05-1984 t/m 10-11-1984 Hitnotering: (Week 26 t/m 57) 18-05-1991 t/m 28-12-1995 Hitnotering: (Week 58 t/m 69) 17-07-1999 t/m 02-10-1999 Hitnotering: (Week 70) 30-10-1999 Hitnotering: (Week 71 t/m 84) 11-12-1999 t/m 18-03-2000 Hitnotering: (Week 85 t/m 93) 20-05-2000 t/m 15-07-2000 Hitnotering: (Week 94 t/m 103) 29-07-2000 t/m 30-09-2000 Hitnotering: (Week 104 t/m 114) 07-07-2012 t/m 15-09-2012 Hitnotering: (Week 115 t/m 116) 29-09-2012 t/m 06-10-2012 Hitnotering: (Week 117 t/m) 05-01-2013 t/m | Hitnotering: (Week 1 t/m 25) 26-05-1984 t/m 10-11-1984 Hitnotering: (Week 26 t/m 57) 18-05-1991 t/m 28-12-1995 Hitnotering: (Week 58 t/m 69) 17-07-1999 t/m 02-10-1999 Hitnotering: (Week 70) 30-10-1999 Hitnotering: (Week 71 t/m 84) 11-12-1999 t/m 18-03-2000 Hitnotering: (Week 85 t/m 93) 20-05-2000 t/m 15-07-2000 Hitnotering: (Week 94 t/m 103) 29-07-2000 t/m 30-09-2000 Hitnotering: (Week 104 t/m 114) 07-07-2012 t/m 15-09-2012 Hitnotering: (Week 115 t/m 116) 29-09-2012 t/m 06-10-2012 Hitnotering: (Week 117 t/m) 05-01-2013 t/m | Hitnotering: (Week 1 t/m 25) 26-05-1984 t/m 10-11-1984 Hitnotering: (Week 26 t/m 57) 18-05-1991 t/m 28-12-1995 Hitnotering: (Week 58 t/m 69) 17-07-1999 t/m 02-10-1999 Hitnotering: (Week 70) 30-10-1999 Hitnotering: (Week 71 t/m 84) 11-12-1999 t/m 18-03-2000 Hitnotering: (Week 85 t/m 93) 20-05-2000 t/m 15-07-2000 Hitnotering: (Week 94 t/m 103) 29-07-2000 t/m 30-09-2000 Hitnotering: (Week 104 t/m 114) 07-07-2012 t/m 15-09-2012 Hitnotering: (Week 115 t/m 116) 29-09-2012 t/m 06-10-2012 Hitnotering: (Week 117 t/m) 05-01-2013 t/m | Hitnotering: (Week 1 t/m 25) 26-05-1984 t/m 10-11-1984 Hitnotering: (Week 26 t/m 57) 18-05-1991 t/m 28-12-1995 Hitnotering: (Week 58 t/m 69) 17-07-1999 t/m 02-10-1999 Hitnotering: (Week 70) 30-10-1999 Hitnotering: (Week 71 t/m 84) 11-12-1999 t/m 18-03-2000 Hitnotering: (Week 85 t/m 93) 20-05-2000 t/m 15-07-2000 Hitnotering: (Week 94 t/m 103) 29-07-2000 t/m 30-09-2000 Hitnotering: (Week 104 t/m 114) 07-07-2012 t/m 15-09-2012 Hitnotering: (Week 115 t/m 116) 29-09-2012 t/m 06-10-2012 Hitnotering: (Week 117 t/m) 05-01-2013 t/m | Hitnotering: (Week 1 t/m 25) 26-05-1984 t/m 10-11-1984 Hitnotering: (Week 26 t/m 57) 18-05-1991 t/m 28-12-1995 Hitnotering: (Week 58 t/m 69) 17-07-1999 t/m 02-10-1999 Hitnotering: (Week 70) 30-10-1999 Hitnotering: (Week 71 t/m 84) 11-12-1999 t/m 18-03-2000 Hitnotering: (Week 85 t/m 93) 20-05-2000 t/m 15-07-2000 Hitnotering: (Week 94 t/m 103) 29-07-2000 t/m 30-09-2000 Hitnotering: (Week 104 t/m 114) 07-07-2012 t/m 15-09-2012 Hitnotering: (Week 115 t/m 116) 29-09-2012 t/m 06-10-2012 Hitnotering: (Week 117 t/m) 05-01-2013 t/m | Hitnotering: (Week 1 t/m 25) 26-05-1984 t/m 10-11-1984 Hitnotering: (Week 26 t/m 57) 18-05-1991 t/m 28-12-1995 Hitnotering: (Week 58 t/m 69) 17-07-1999 t/m 02-10-1999 Hitnotering: (Week 70) 30-10-1999 Hitnotering: (Week 71 t/m 84) 11-12-1999 t/m 18-03-2000 Hitnotering: (Week 85 t/m 93) 20-05-2000 t/m 15-07-2000 Hitnotering: (Week 94 t/m 103) 29-07-2000 t/m 30-09-2000 Hitnotering: (Week 104 t/m 114) 07-07-2012 t/m 15-09-2012 Hitnotering: (Week 115 t/m 116) 29-09-2012 t/m 06-10-2012 Hitnotering: (Week 117 t/m) 05-01-2013 t/m | Hitnotering: (Week 1 t/m 25) 26-05-1984 t/m 10-11-1984 Hitnotering: (Week 26 t/m 57) 18-05-1991 t/m 28-12-1995 Hitnotering: (Week 58 t/m 69) 17-07-1999 t/m 02-10-1999 Hitnotering: (Week 70) 30-10-1999 Hitnotering: (Week 71 t/m 84) 11-12-1999 t/m 18-03-2000 Hitnotering: (Week 85 t/m 93) 20-05-2000 t/m 15-07-2000 Hitnotering: (Week 94 t/m 103) 29-07-2000 t/m 30-09-2000 Hitnotering: (Week 104 t/m 114) 07-07-2012 t/m 15-09-2012 Hitnotering: (Week 115 t/m 116) 29-09-2012 t/m 06-10-2012 Hitnotering: (Week 117 t/m) 05-01-2013 t/m | Hitnotering: (Week 1 t/m 25) 26-05-1984 t/m 10-11-1984 Hitnotering: (Week 26 t/m 57) 18-05-1991 t/m 28-12-1995 Hitnotering: (Week 58 t/m 69) 17-07-1999 t/m 02-10-1999 Hitnotering: (Week 70) 30-10-1999 Hitnotering: (Week 71 t/m 84) 11-12-1999 t/m 18-03-2000 Hitnotering: (Week 85 t/m 93) 20-05-2000 t/m 15-07-2000 Hitnotering: (Week 94 t/m 103) 29-07-2000 t/m 30-09-2000 Hitnotering: (Week 104 t/m 114) 07-07-2012 t/m 15-09-2012 Hitnotering: (Week 115 t/m 116) 29-09-2012 t/m 06-10-2012 Hitnotering: (Week 117 t/m) 05-01-2013 t/m | Hitnotering: (Week 1 t/m 25) 26-05-1984 t/m 10-11-1984 Hitnotering: (Week 26 t/m 57) 18-05-1991 t/m 28-12-1995 Hitnotering: (Week 58 t/m 69) 17-07-1999 t/m 02-10-1999 Hitnotering: (Week 70) 30-10-1999 Hitnotering: (Week 71 t/m 84) 11-12-1999 t/m 18-03-2000 Hitnotering: (Week 85 t/m 93) 20-05-2000 t/m 15-07-2000 Hitnotering: (Week 94 t/m 103) 29-07-2000 t/m 30-09-2000 Hitnotering: (Week 104 t/m 114) 07-07-2012 t/m 15-09-2012 Hitnotering: (Week 115 t/m 116) 29-09-2012 t/m 06-10-2012 Hitnotering: (Week 117 t/m) 05-01-2013 t/m | Hitnotering: (Week 1 t/m 25) 26-05-1984 t/m 10-11-1984 Hitnotering: (Week 26 t/m 57) 18-05-1991 t/m 28-12-1995 Hitnotering: (Week 58 t/m 69) 17-07-1999 t/m 02-10-1999 Hitnotering: (Week 70) 30-10-1999 Hitnotering: (Week 71 t/m 84) 11-12-1999 t/m 18-03-2000 Hitnotering: (Week 85 t/m 93) 20-05-2000 t/m 15-07-2000 Hitnotering: (Week 94 t/m 103) 29-07-2000 t/m 30-09-2000 Hitnotering: (Week 104 t/m 114) 07-07-2012 t/m 15-09-2012 Hitnotering: (Week 115 t/m 116) 29-09-2012 t/m 06-10-2012 Hitnotering: (Week 117 t/m) 05-01-2013 t/m | Hitnotering: (Week 1 t/m 25) 26-05-1984 t/m 10-11-1984 Hitnotering: (Week 26 t/m 57) 18-05-1991 t/m 28-12-1995 Hitnotering: (Week 58 t/m 69) 17-07-1999 t/m 02-10-1999 Hitnotering: (Week 70) 30-10-1999 Hitnotering: (Week 71 t/m 84) 11-12-1999 t/m 18-03-2000 Hitnotering: (Week 85 t/m 93) 20-05-2000 t/m 15-07-2000 Hitnotering: (Week 94 t/m 103) 29-07-2000 t/m 30-09-2000 Hitnotering: (Week 104 t/m 114) 07-07-2012 t/m 15-09-2012 Hitnotering: (Week 115 t/m 116) 29-09-2012 t/m 06-10-2012 Hitnotering: (Week 117 t/m) 05-01-2013 t/m | Hitnotering: (Week 1 t/m 25) 26-05-1984 t/m 10-11-1984 Hitnotering: (Week 26 t/m 57) 18-05-1991 t/m 28-12-1995 Hitnotering: (Week 58 t/m 69) 17-07-1999 t/m 02-10-1999 Hitnotering: (Week 70) 30-10-1999 Hitnotering: (Week 71 t/m 84) 11-12-1999 t/m 18-03-2000 Hitnotering: (Week 85 t/m 93) 20-05-2000 t/m 15-07-2000 Hitnotering: (Week 94 t/m 103) 29-07-2000 t/m 30-09-2000 Hitnotering: (Week 104 t/m 114) 07-07-2012 t/m 15-09-2012 Hitnotering: (Week 115 t/m 116) 29-09-2012 t/m 06-10-2012 Hitnotering: (Week 117 t/m) 05-01-2013 t/m | Hitnotering: (Week 1 t/m 25) 26-05-1984 t/m 10-11-1984 Hitnotering: (Week 26 t/m 57) 18-05-1991 t/m 28-12-1995 Hitnotering: (Week 58 t/m 69) 17-07-1999 t/m 02-10-1999 Hitnotering: (Week 70) 30-10-1999 Hitnotering: (Week 71 t/m 84) 11-12-1999 t/m 18-03-2000 Hitnotering: (Week 85 t/m 93) 20-05-2000 t/m 15-07-2000 Hitnotering: (Week 94 t/m 103) 29-07-2000 t/m 30-09-2000 Hitnotering: (Week 104 t/m 114) 07-07-2012 t/m 15-09-2012 Hitnotering: (Week 115 t/m 116) 29-09-2012 t/m 06-10-2012 Hitnotering: (Week 117 t/m) 05-01-2013 t/m | Hitnotering: (Week 1 t/m 25) 26-05-1984 t/m 10-11-1984 Hitnotering: (Week 26 t/m 57) 18-05-1991 t/m 28-12-1995 Hitnotering: (Week 58 t/m 69) 17-07-1999 t/m 02-10-1999 Hitnotering: (Week 70) 30-10-1999 Hitnotering: (Week 71 t/m 84) 11-12-1999 t/m 18-03-2000 Hitnotering: (Week 85 t/m 93) 20-05-2000 t/m 15-07-2000 Hitnotering: (Week 94 t/m 103) 29-07-2000 t/m 30-09-2000 Hitnotering: (Week 104 t/m 114) 07-07-2012 t/m 15-09-2012 Hitnotering: (Week 115 t/m 116) 29-09-2012 t/m 06-10-2012 Hitnotering: (Week 117 t/m) 05-01-2013 t/m | Hitnotering: (Week 1 t/m 25) 26-05-1984 t/m 10-11-1984 Hitnotering: (Week 26 t/m 57) 18-05-1991 t/m 28-12-1995 Hitnotering: (Week 58 t/m 69) 17-07-1999 t/m 02-10-1999 Hitnotering: (Week 70) 30-10-1999 Hitnotering: (Week 71 t/m 84) 11-12-1999 t/m 18-03-2000 Hitnotering: (Week 85 t/m 93) 20-05-2000 t/m 15-07-2000 Hitnotering: (Week 94 t/m 103) 29-07-2000 t/m 30-09-2000 Hitnotering: (Week 104 t/m 114) 07-07-2012 t/m 15-09-2012 Hitnotering: (Week 115 t/m 116) 29-09-2012 t/m 06-10-2012 Hitnotering: (Week 117 t/m) 05-01-2013 t/m |
| Week: | 1 | 2 | 3 | 4 | 5 | 6 | 7 | 8 | 9 | 10 | 11 | 12 | 13 | 14 | 15 | 16 | 17 | 18 | 19 | 20 |
| --- | --- | --- | --- | --- | --- | --- | --- | --- | --- | --- | --- | --- | --- | --- | --- | --- | --- | --- | --- | --- |
| Positie: | 35 | 14 | 7 | 5 | 3 | 2 | 2 | 3 | 3 | 4 | 5 | 6 | 6 | 6 | 6 | 8 | 7 | 8 | 8 | 12 |
| Week: | 21 | 22 | 23 | 24 | 25 | | 26 | 27 | 28 | 29 | 30 | 31 | 32 | 33 | 34 | 35 | 36 | 37 | 38 | 39 |
| Positie: | 18 | 23 | 32 | 38 | 42 | uit | 72 | 27 | 17 | 7 | 2 | 1 | 1 | 1 | 1 | 1 | 2 | 3 | 3 | 3 |
| Week: | 40 | 41 | 42 | 43 | 44 | 45 | 46 | 47 | 48 | 49 | 50 | 51 | 52 | 53 | 54 | 55 | 56 | 57 | | 58 |
| Positie: | 3 | 4 | 5 | 8 | 12 | 18 | 29 | 39 | 44 | 56 | 56 | 62 | 70 | 94 | 87 | 92 | 95 | 96 | uit | 99 |
| Week: | 59 | 60 | 61 | 62 | 63 | 64 | 65 | 66 | 67 | 68 | 69 | | 70 | | 71 | 72 | 73 | 74 | 75 | 76 |
| Positie: | 53 | 54 | 51 | 51 | 55 | 58 | 55 | 64 | 67 | 69 | 87 | uit | 94 | uit | 100 | 61 | 36 | 41 | 45 | 45 |
| Week: | 77 | 78 | 79 | 80 | 81 | 82 | 83 | 84 | | 85 | 86 | 87 | 88 | 89 | 90 | 91 | 92 | 93 | | 94 |
| Positie: | 50 | 61 | 71 | 84 | 94 | 97 | 100 | 97 | uit | 84 | 80 | 82 | 77 | 79 | 91 | 91 | 91 | 99 | uit | 95 |
| Week: | 95 | 96 | 97 | 98 | 99 | 100 | 101 | 102 | 103 | | 104 | 105 | 106 | 107 | 108 | 109 | 110 | 111 | 112 | 113 |
| Positie: | 78 | 68 | 62 | 63 | 67 | 63 | 60 | 67 | 87 | uit | 58 | 78 | 66 | 39 | 51 | 40 | 26 | 34 | 58 | 56 |
| Week: | 114 | | 115 | 116 | | 117 | 118 | 119 | 120 | 121 | 122 | 123 | 124 | 125 | 126 | 127 | 128 | 129 | 130 | 131 |
| Positie: | 91 | uit | 89 | 92 | uit | 78 | 43 | 55 | 84 | 77 | | | | | | | | | | |

### VlaamseUltratop 200Albums
| Hitnotering: (Week 1 t/m 2) 17-06-1995 t/m 24-06-1995 Hitnotering: (Week 3 t/m 4) 19-08-1995 t/m 26-08-1995 Hitnotering: (Week 5) 16-09-1995 Hitnotering: (Week 6 t/m 7) 30-08-1997 t/m 06-09-1997 Hitnotering: (Week 8 t/m 10) 19-06-2004 t/m 03-07-2004 Hitnotering: (Week 11 t/m 12) 20-06-2009 t/m 27-06-2009 Hitnotering: (Week 13) 11-07-2009 Hitnotering: (Week 14 t/m 17) 08-08-2009 t/m 29-08-2009 Hitnotering: (Week 18 t/m 19) 17-07-2010 t/m 24-07-2010 Hitnotering: (Week 20 t/m 21) 21-08-2010 t/m 28-08-2010 Hitnotering: (Week 22 t/m 23) 18-09-2010 t/m 25-09-2010 Hitnotering: (Week 24) 30-04-2011 Hitnotering: (Week 25 t/m 41) 21-05-2011 t/m 10-09-2011 Hitnotering: (Week 42) 14-04-2012 Hitnotering: (Week 43 t/m 71) 28-04-2012 t/m 10-11-2012 Hitnotering: (Week 72 t/m 73) 24-11-2012 t/m 01-12-2012 Hitnotering: (Week 74 t/m) 15-12-2012 t/m | Hitnotering: (Week 1 t/m 2) 17-06-1995 t/m 24-06-1995 Hitnotering: (Week 3 t/m 4) 19-08-1995 t/m 26-08-1995 Hitnotering: (Week 5) 16-09-1995 Hitnotering: (Week 6 t/m 7) 30-08-1997 t/m 06-09-1997 Hitnotering: (Week 8 t/m 10) 19-06-2004 t/m 03-07-2004 Hitnotering: (Week 11 t/m 12) 20-06-2009 t/m 27-06-2009 Hitnotering: (Week 13) 11-07-2009 Hitnotering: (Week 14 t/m 17) 08-08-2009 t/m 29-08-2009 Hitnotering: (Week 18 t/m 19) 17-07-2010 t/m 24-07-2010 Hitnotering: (Week 20 t/m 21) 21-08-2010 t/m 28-08-2010 Hitnotering: (Week 22 t/m 23) 18-09-2010 t/m 25-09-2010 Hitnotering: (Week 24) 30-04-2011 Hitnotering: (Week 25 t/m 41) 21-05-2011 t/m 10-09-2011 Hitnotering: (Week 42) 14-04-2012 Hitnotering: (Week 43 t/m 71) 28-04-2012 t/m 10-11-2012 Hitnotering: (Week 72 t/m 73) 24-11-2012 t/m 01-12-2012 Hitnotering: (Week 74 t/m) 15-12-2012 t/m | Hitnotering: (Week 1 t/m 2) 17-06-1995 t/m 24-06-1995 Hitnotering: (Week 3 t/m 4) 19-08-1995 t/m 26-08-1995 Hitnotering: (Week 5) 16-09-1995 Hitnotering: (Week 6 t/m 7) 30-08-1997 t/m 06-09-1997 Hitnotering: (Week 8 t/m 10) 19-06-2004 t/m 03-07-2004 Hitnotering: (Week 11 t/m 12) 20-06-2009 t/m 27-06-2009 Hitnotering: (Week 13) 11-07-2009 Hitnotering: (Week 14 t/m 17) 08-08-2009 t/m 29-08-2009 Hitnotering: (Week 18 t/m 19) 17-07-2010 t/m 24-07-2010 Hitnotering: (Week 20 t/m 21) 21-08-2010 t/m 28-08-2010 Hitnotering: (Week 22 t/m 23) 18-09-2010 t/m 25-09-2010 Hitnotering: (Week 24) 30-04-2011 Hitnotering: (Week 25 t/m 41) 21-05-2011 t/m 10-09-2011 Hitnotering: (Week 42) 14-04-2012 Hitnotering: (Week 43 t/m 71) 28-04-2012 t/m 10-11-2012 Hitnotering: (Week 72 t/m 73) 24-11-2012 t/m 01-12-2012 Hitnotering: (Week 74 t/m) 15-12-2012 t/m | Hitnotering: (Week 1 t/m 2) 17-06-1995 t/m 24-06-1995 Hitnotering: (Week 3 t/m 4) 19-08-1995 t/m 26-08-1995 Hitnotering: (Week 5) 16-09-1995 Hitnotering: (Week 6 t/m 7) 30-08-1997 t/m 06-09-1997 Hitnotering: (Week 8 t/m 10) 19-06-2004 t/m 03-07-2004 Hitnotering: (Week 11 t/m 12) 20-06-2009 t/m 27-06-2009 Hitnotering: (Week 13) 11-07-2009 Hitnotering: (Week 14 t/m 17) 08-08-2009 t/m 29-08-2009 Hitnotering: (Week 18 t/m 19) 17-07-2010 t/m 24-07-2010 Hitnotering: (Week 20 t/m 21) 21-08-2010 t/m 28-08-2010 Hitnotering: (Week 22 t/m 23) 18-09-2010 t/m 25-09-2010 Hitnotering: (Week 24) 30-04-2011 Hitnotering: (Week 25 t/m 41) 21-05-2011 t/m 10-09-2011 Hitnotering: (Week 42) 14-04-2012 Hitnotering: (Week 43 t/m 71) 28-04-2012 t/m 10-11-2012 Hitnotering: (Week 72 t/m 73) 24-11-2012 t/m 01-12-2012 Hitnotering: (Week 74 t/m) 15-12-2012 t/m | Hitnotering: (Week 1 t/m 2) 17-06-1995 t/m 24-06-1995 Hitnotering: (Week 3 t/m 4) 19-08-1995 t/m 26-08-1995 Hitnotering: (Week 5) 16-09-1995 Hitnotering: (Week 6 t/m 7) 30-08-1997 t/m 06-09-1997 Hitnotering: (Week 8 t/m 10) 19-06-2004 t/m 03-07-2004 Hitnotering: (Week 11 t/m 12) 20-06-2009 t/m 27-06-2009 Hitnotering: (Week 13) 11-07-2009 Hitnotering: (Week 14 t/m 17) 08-08-2009 t/m 29-08-2009 Hitnotering: (Week 18 t/m 19) 17-07-2010 t/m 24-07-2010 Hitnotering: (Week 20 t/m 21) 21-08-2010 t/m 28-08-2010 Hitnotering: (Week 22 t/m 23) 18-09-2010 t/m 25-09-2010 Hitnotering: (Week 24) 30-04-2011 Hitnotering: (Week 25 t/m 41) 21-05-2011 t/m 10-09-2011 Hitnotering: (Week 42) 14-04-2012 Hitnotering: (Week 43 t/m 71) 28-04-2012 t/m 10-11-2012 Hitnotering: (Week 72 t/m 73) 24-11-2012 t/m 01-12-2012 Hitnotering: (Week 74 t/m) 15-12-2012 t/m | Hitnotering: (Week 1 t/m 2) 17-06-1995 t/m 24-06-1995 Hitnotering: (Week 3 t/m 4) 19-08-1995 t/m 26-08-1995 Hitnotering: (Week 5) 16-09-1995 Hitnotering: (Week 6 t/m 7) 30-08-1997 t/m 06-09-1997 Hitnotering: (Week 8 t/m 10) 19-06-2004 t/m 03-07-2004 Hitnotering: (Week 11 t/m 12) 20-06-2009 t/m 27-06-2009 Hitnotering: (Week 13) 11-07-2009 Hitnotering: (Week 14 t/m 17) 08-08-2009 t/m 29-08-2009 Hitnotering: (Week 18 t/m 19) 17-07-2010 t/m 24-07-2010 Hitnotering: (Week 20 t/m 21) 21-08-2010 t/m 28-08-2010 Hitnotering: (Week 22 t/m 23) 18-09-2010 t/m 25-09-2010 Hitnotering: (Week 24) 30-04-2011 Hitnotering: (Week 25 t/m 41) 21-05-2011 t/m 10-09-2011 Hitnotering: (Week 42) 14-04-2012 Hitnotering: (Week 43 t/m 71) 28-04-2012 t/m 10-11-2012 Hitnotering: (Week 72 t/m 73) 24-11-2012 t/m 01-12-2012 Hitnotering: (Week 74 t/m) 15-12-2012 t/m | Hitnotering: (Week 1 t/m 2) 17-06-1995 t/m 24-06-1995 Hitnotering: (Week 3 t/m 4) 19-08-1995 t/m 26-08-1995 Hitnotering: (Week 5) 16-09-1995 Hitnotering: (Week 6 t/m 7) 30-08-1997 t/m 06-09-1997 Hitnotering: (Week 8 t/m 10) 19-06-2004 t/m 03-07-2004 Hitnotering: (Week 11 t/m 12) 20-06-2009 t/m 27-06-2009 Hitnotering: (Week 13) 11-07-2009 Hitnotering: (Week 14 t/m 17) 08-08-2009 t/m 29-08-2009 Hitnotering: (Week 18 t/m 19) 17-07-2010 t/m 24-07-2010 Hitnotering: (Week 20 t/m 21) 21-08-2010 t/m 28-08-2010 Hitnotering: (Week 22 t/m 23) 18-09-2010 t/m 25-09-2010 Hitnotering: (Week 24) 30-04-2011 Hitnotering: (Week 25 t/m 41) 21-05-2011 t/m 10-09-2011 Hitnotering: (Week 42) 14-04-2012 Hitnotering: (Week 43 t/m 71) 28-04-2012 t/m 10-11-2012 Hitnotering: (Week 72 t/m 73) 24-11-2012 t/m 01-12-2012 Hitnotering: (Week 74 t/m) 15-12-2012 t/m | Hitnotering: (Week 1 t/m 2) 17-06-1995 t/m 24-06-1995 Hitnotering: (Week 3 t/m 4) 19-08-1995 t/m 26-08-1995 Hitnotering: (Week 5) 16-09-1995 Hitnotering: (Week 6 t/m 7) 30-08-1997 t/m 06-09-1997 Hitnotering: (Week 8 t/m 10) 19-06-2004 t/m 03-07-2004 Hitnotering: (Week 11 t/m 12) 20-06-2009 t/m 27-06-2009 Hitnotering: (Week 13) 11-07-2009 Hitnotering: (Week 14 t/m 17) 08-08-2009 t/m 29-08-2009 Hitnotering: (Week 18 t/m 19) 17-07-2010 t/m 24-07-2010 Hitnotering: (Week 20 t/m 21) 21-08-2010 t/m 28-08-2010 Hitnotering: (Week 22 t/m 23) 18-09-2010 t/m 25-09-2010 Hitnotering: (Week 24) 30-04-2011 Hitnotering: (Week 25 t/m 41) 21-05-2011 t/m 10-09-2011 Hitnotering: (Week 42) 14-04-2012 Hitnotering: (Week 43 t/m 71) 28-04-2012 t/m 10-11-2012 Hitnotering: (Week 72 t/m 73) 24-11-2012 t/m 01-12-2012 Hitnotering: (Week 74 t/m) 15-12-2012 t/m | Hitnotering: (Week 1 t/m 2) 17-06-1995 t/m 24-06-1995 Hitnotering: (Week 3 t/m 4) 19-08-1995 t/m 26-08-1995 Hitnotering: (Week 5) 16-09-1995 Hitnotering: (Week 6 t/m 7) 30-08-1997 t/m 06-09-1997 Hitnotering: (Week 8 t/m 10) 19-06-2004 t/m 03-07-2004 Hitnotering: (Week 11 t/m 12) 20-06-2009 t/m 27-06-2009 Hitnotering: (Week 13) 11-07-2009 Hitnotering: (Week 14 t/m 17) 08-08-2009 t/m 29-08-2009 Hitnotering: (Week 18 t/m 19) 17-07-2010 t/m 24-07-2010 Hitnotering: (Week 20 t/m 21) 21-08-2010 t/m 28-08-2010 Hitnotering: (Week 22 t/m 23) 18-09-2010 t/m 25-09-2010 Hitnotering: (Week 24) 30-04-2011 Hitnotering: (Week 25 t/m 41) 21-05-2011 t/m 10-09-2011 Hitnotering: (Week 42) 14-04-2012 Hitnotering: (Week 43 t/m 71) 28-04-2012 t/m 10-11-2012 Hitnotering: (Week 72 t/m 73) 24-11-2012 t/m 01-12-2012 Hitnotering: (Week 74 t/m) 15-12-2012 t/m | Hitnotering: (Week 1 t/m 2) 17-06-1995 t/m 24-06-1995 Hitnotering: (Week 3 t/m 4) 19-08-1995 t/m 26-08-1995 Hitnotering: (Week 5) 16-09-1995 Hitnotering: (Week 6 t/m 7) 30-08-1997 t/m 06-09-1997 Hitnotering: (Week 8 t/m 10) 19-06-2004 t/m 03-07-2004 Hitnotering: (Week 11 t/m 12) 20-06-2009 t/m 27-06-2009 Hitnotering: (Week 13) 11-07-2009 Hitnotering: (Week 14 t/m 17) 08-08-2009 t/m 29-08-2009 Hitnotering: (Week 18 t/m 19) 17-07-2010 t/m 24-07-2010 Hitnotering: (Week 20 t/m 21) 21-08-2010 t/m 28-08-2010 Hitnotering: (Week 22 t/m 23) 18-09-2010 t/m 25-09-2010 Hitnotering: (Week 24) 30-04-2011 Hitnotering: (Week 25 t/m 41) 21-05-2011 t/m 10-09-2011 Hitnotering: (Week 42) 14-04-2012 Hitnotering: (Week 43 t/m 71) 28-04-2012 t/m 10-11-2012 Hitnotering: (Week 72 t/m 73) 24-11-2012 t/m 01-12-2012 Hitnotering: (Week 74 t/m) 15-12-2012 t/m | Hitnotering: (Week 1 t/m 2) 17-06-1995 t/m 24-06-1995 Hitnotering: (Week 3 t/m 4) 19-08-1995 t/m 26-08-1995 Hitnotering: (Week 5) 16-09-1995 Hitnotering: (Week 6 t/m 7) 30-08-1997 t/m 06-09-1997 Hitnotering: (Week 8 t/m 10) 19-06-2004 t/m 03-07-2004 Hitnotering: (Week 11 t/m 12) 20-06-2009 t/m 27-06-2009 Hitnotering: (Week 13) 11-07-2009 Hitnotering: (Week 14 t/m 17) 08-08-2009 t/m 29-08-2009 Hitnotering: (Week 18 t/m 19) 17-07-2010 t/m 24-07-2010 Hitnotering: (Week 20 t/m 21) 21-08-2010 t/m 28-08-2010 Hitnotering: (Week 22 t/m 23) 18-09-2010 t/m 25-09-2010 Hitnotering: (Week 24) 30-04-2011 Hitnotering: (Week 25 t/m 41) 21-05-2011 t/m 10-09-2011 Hitnotering: (Week 42) 14-04-2012 Hitnotering: (Week 43 t/m 71) 28-04-2012 t/m 10-11-2012 Hitnotering: (Week 72 t/m 73) 24-11-2012 t/m 01-12-2012 Hitnotering: (Week 74 t/m) 15-12-2012 t/m | Hitnotering: (Week 1 t/m 2) 17-06-1995 t/m 24-06-1995 Hitnotering: (Week 3 t/m 4) 19-08-1995 t/m 26-08-1995 Hitnotering: (Week 5) 16-09-1995 Hitnotering: (Week 6 t/m 7) 30-08-1997 t/m 06-09-1997 Hitnotering: (Week 8 t/m 10) 19-06-2004 t/m 03-07-2004 Hitnotering: (Week 11 t/m 12) 20-06-2009 t/m 27-06-2009 Hitnotering: (Week 13) 11-07-2009 Hitnotering: (Week 14 t/m 17) 08-08-2009 t/m 29-08-2009 Hitnotering: (Week 18 t/m 19) 17-07-2010 t/m 24-07-2010 Hitnotering: (Week 20 t/m 21) 21-08-2010 t/m 28-08-2010 Hitnotering: (Week 22 t/m 23) 18-09-2010 t/m 25-09-2010 Hitnotering: (Week 24) 30-04-2011 Hitnotering: (Week 25 t/m 41) 21-05-2011 t/m 10-09-2011 Hitnotering: (Week 42) 14-04-2012 Hitnotering: (Week 43 t/m 71) 28-04-2012 t/m 10-11-2012 Hitnotering: (Week 72 t/m 73) 24-11-2012 t/m 01-12-2012 Hitnotering: (Week 74 t/m) 15-12-2012 t/m | Hitnotering: (Week 1 t/m 2) 17-06-1995 t/m 24-06-1995 Hitnotering: (Week 3 t/m 4) 19-08-1995 t/m 26-08-1995 Hitnotering: (Week 5) 16-09-1995 Hitnotering: (Week 6 t/m 7) 30-08-1997 t/m 06-09-1997 Hitnotering: (Week 8 t/m 10) 19-06-2004 t/m 03-07-2004 Hitnotering: (Week 11 t/m 12) 20-06-2009 t/m 27-06-2009 Hitnotering: (Week 13) 11-07-2009 Hitnotering: (Week 14 t/m 17) 08-08-2009 t/m 29-08-2009 Hitnotering: (Week 18 t/m 19) 17-07-2010 t/m 24-07-2010 Hitnotering: (Week 20 t/m 21) 21-08-2010 t/m 28-08-2010 Hitnotering: (Week 22 t/m 23) 18-09-2010 t/m 25-09-2010 Hitnotering: (Week 24) 30-04-2011 Hitnotering: (Week 25 t/m 41) 21-05-2011 t/m 10-09-2011 Hitnotering: (Week 42) 14-04-2012 Hitnotering: (Week 43 t/m 71) 28-04-2012 t/m 10-11-2012 Hitnotering: (Week 72 t/m 73) 24-11-2012 t/m 01-12-2012 Hitnotering: (Week 74 t/m) 15-12-2012 t/m | Hitnotering: (Week 1 t/m 2) 17-06-1995 t/m 24-06-1995 Hitnotering: (Week 3 t/m 4) 19-08-1995 t/m 26-08-1995 Hitnotering: (Week 5) 16-09-1995 Hitnotering: (Week 6 t/m 7) 30-08-1997 t/m 06-09-1997 Hitnotering: (Week 8 t/m 10) 19-06-2004 t/m 03-07-2004 Hitnotering: (Week 11 t/m 12) 20-06-2009 t/m 27-06-2009 Hitnotering: (Week 13) 11-07-2009 Hitnotering: (Week 14 t/m 17) 08-08-2009 t/m 29-08-2009 Hitnotering: (Week 18 t/m 19) 17-07-2010 t/m 24-07-2010 Hitnotering: (Week 20 t/m 21) 21-08-2010 t/m 28-08-2010 Hitnotering: (Week 22 t/m 23) 18-09-2010 t/m 25-09-2010 Hitnotering: (Week 24) 30-04-2011 Hitnotering: (Week 25 t/m 41) 21-05-2011 t/m 10-09-2011 Hitnotering: (Week 42) 14-04-2012 Hitnotering: (Week 43 t/m 71) 28-04-2012 t/m 10-11-2012 Hitnotering: (Week 72 t/m 73) 24-11-2012 t/m 01-12-2012 Hitnotering: (Week 74 t/m) 15-12-2012 t/m | Hitnotering: (Week 1 t/m 2) 17-06-1995 t/m 24-06-1995 Hitnotering: (Week 3 t/m 4) 19-08-1995 t/m 26-08-1995 Hitnotering: (Week 5) 16-09-1995 Hitnotering: (Week 6 t/m 7) 30-08-1997 t/m 06-09-1997 Hitnotering: (Week 8 t/m 10) 19-06-2004 t/m 03-07-2004 Hitnotering: (Week 11 t/m 12) 20-06-2009 t/m 27-06-2009 Hitnotering: (Week 13) 11-07-2009 Hitnotering: (Week 14 t/m 17) 08-08-2009 t/m 29-08-2009 Hitnotering: (Week 18 t/m 19) 17-07-2010 t/m 24-07-2010 Hitnotering: (Week 20 t/m 21) 21-08-2010 t/m 28-08-2010 Hitnotering: (Week 22 t/m 23) 18-09-2010 t/m 25-09-2010 Hitnotering: (Week 24) 30-04-2011 Hitnotering: (Week 25 t/m 41) 21-05-2011 t/m 10-09-2011 Hitnotering: (Week 42) 14-04-2012 Hitnotering: (Week 43 t/m 71) 28-04-2012 t/m 10-11-2012 Hitnotering: (Week 72 t/m 73) 24-11-2012 t/m 01-12-2012 Hitnotering: (Week 74 t/m) 15-12-2012 t/m | Hitnotering: (Week 1 t/m 2) 17-06-1995 t/m 24-06-1995 Hitnotering: (Week 3 t/m 4) 19-08-1995 t/m 26-08-1995 Hitnotering: (Week 5) 16-09-1995 Hitnotering: (Week 6 t/m 7) 30-08-1997 t/m 06-09-1997 Hitnotering: (Week 8 t/m 10) 19-06-2004 t/m 03-07-2004 Hitnotering: (Week 11 t/m 12) 20-06-2009 t/m 27-06-2009 Hitnotering: (Week 13) 11-07-2009 Hitnotering: (Week 14 t/m 17) 08-08-2009 t/m 29-08-2009 Hitnotering: (Week 18 t/m 19) 17-07-2010 t/m 24-07-2010 Hitnotering: (Week 20 t/m 21) 21-08-2010 t/m 28-08-2010 Hitnotering: (Week 22 t/m 23) 18-09-2010 t/m 25-09-2010 Hitnotering: (Week 24) 30-04-2011 Hitnotering: (Week 25 t/m 41) 21-05-2011 t/m 10-09-2011 Hitnotering: (Week 42) 14-04-2012 Hitnotering: (Week 43 t/m 71) 28-04-2012 t/m 10-11-2012 Hitnotering: (Week 72 t/m 73) 24-11-2012 t/m 01-12-2012 Hitnotering: (Week 74 t/m) 15-12-2012 t/m | Hitnotering: (Week 1 t/m 2) 17-06-1995 t/m 24-06-1995 Hitnotering: (Week 3 t/m 4) 19-08-1995 t/m 26-08-1995 Hitnotering: (Week 5) 16-09-1995 Hitnotering: (Week 6 t/m 7) 30-08-1997 t/m 06-09-1997 Hitnotering: (Week 8 t/m 10) 19-06-2004 t/m 03-07-2004 Hitnotering: (Week 11 t/m 12) 20-06-2009 t/m 27-06-2009 Hitnotering: (Week 13) 11-07-2009 Hitnotering: (Week 14 t/m 17) 08-08-2009 t/m 29-08-2009 Hitnotering: (Week 18 t/m 19) 17-07-2010 t/m 24-07-2010 Hitnotering: (Week 20 t/m 21) 21-08-2010 t/m 28-08-2010 Hitnotering: (Week 22 t/m 23) 18-09-2010 t/m 25-09-2010 Hitnotering: (Week 24) 30-04-2011 Hitnotering: (Week 25 t/m 41) 21-05-2011 t/m 10-09-2011 Hitnotering: (Week 42) 14-04-2012 Hitnotering: (Week 43 t/m 71) 28-04-2012 t/m 10-11-2012 Hitnotering: (Week 72 t/m 73) 24-11-2012 t/m 01-12-2012 Hitnotering: (Week 74 t/m) 15-12-2012 t/m | Hitnotering: (Week 1 t/m 2) 17-06-1995 t/m 24-06-1995 Hitnotering: (Week 3 t/m 4) 19-08-1995 t/m 26-08-1995 Hitnotering: (Week 5) 16-09-1995 Hitnotering: (Week 6 t/m 7) 30-08-1997 t/m 06-09-1997 Hitnotering: (Week 8 t/m 10) 19-06-2004 t/m 03-07-2004 Hitnotering: (Week 11 t/m 12) 20-06-2009 t/m 27-06-2009 Hitnotering: (Week 13) 11-07-2009 Hitnotering: (Week 14 t/m 17) 08-08-2009 t/m 29-08-2009 Hitnotering: (Week 18 t/m 19) 17-07-2010 t/m 24-07-2010 Hitnotering: (Week 20 t/m 21) 21-08-2010 t/m 28-08-2010 Hitnotering: (Week 22 t/m 23) 18-09-2010 t/m 25-09-2010 Hitnotering: (Week 24) 30-04-2011 Hitnotering: (Week 25 t/m 41) 21-05-2011 t/m 10-09-2011 Hitnotering: (Week 42) 14-04-2012 Hitnotering: (Week 43 t/m 71) 28-04-2012 t/m 10-11-2012 Hitnotering: (Week 72 t/m 73) 24-11-2012 t/m 01-12-2012 Hitnotering: (Week 74 t/m) 15-12-2012 t/m | Hitnotering: (Week 1 t/m 2) 17-06-1995 t/m 24-06-1995 Hitnotering: (Week 3 t/m 4) 19-08-1995 t/m 26-08-1995 Hitnotering: (Week 5) 16-09-1995 Hitnotering: (Week 6 t/m 7) 30-08-1997 t/m 06-09-1997 Hitnotering: (Week 8 t/m 10) 19-06-2004 t/m 03-07-2004 Hitnotering: (Week 11 t/m 12) 20-06-2009 t/m 27-06-2009 Hitnotering: (Week 13) 11-07-2009 Hitnotering: (Week 14 t/m 17) 08-08-2009 t/m 29-08-2009 Hitnotering: (Week 18 t/m 19) 17-07-2010 t/m 24-07-2010 Hitnotering: (Week 20 t/m 21) 21-08-2010 t/m 28-08-2010 Hitnotering: (Week 22 t/m 23) 18-09-2010 t/m 25-09-2010 Hitnotering: (Week 24) 30-04-2011 Hitnotering: (Week 25 t/m 41) 21-05-2011 t/m 10-09-2011 Hitnotering: (Week 42) 14-04-2012 Hitnotering: (Week 43 t/m 71) 28-04-2012 t/m 10-11-2012 Hitnotering: (Week 72 t/m 73) 24-11-2012 t/m 01-12-2012 Hitnotering: (Week 74 t/m) 15-12-2012 t/m | Hitnotering: (Week 1 t/m 2) 17-06-1995 t/m 24-06-1995 Hitnotering: (Week 3 t/m 4) 19-08-1995 t/m 26-08-1995 Hitnotering: (Week 5) 16-09-1995 Hitnotering: (Week 6 t/m 7) 30-08-1997 t/m 06-09-1997 Hitnotering: (Week 8 t/m 10) 19-06-2004 t/m 03-07-2004 Hitnotering: (Week 11 t/m 12) 20-06-2009 t/m 27-06-2009 Hitnotering: (Week 13) 11-07-2009 Hitnotering: (Week 14 t/m 17) 08-08-2009 t/m 29-08-2009 Hitnotering: (Week 18 t/m 19) 17-07-2010 t/m 24-07-2010 Hitnotering: (Week 20 t/m 21) 21-08-2010 t/m 28-08-2010 Hitnotering: (Week 22 t/m 23) 18-09-2010 t/m 25-09-2010 Hitnotering: (Week 24) 30-04-2011 Hitnotering: (Week 25 t/m 41) 21-05-2011 t/m 10-09-2011 Hitnotering: (Week 42) 14-04-2012 Hitnotering: (Week 43 t/m 71) 28-04-2012 t/m 10-11-2012 Hitnotering: (Week 72 t/m 73) 24-11-2012 t/m 01-12-2012 Hitnotering: (Week 74 t/m) 15-12-2012 t/m | Hitnotering: (Week 1 t/m 2) 17-06-1995 t/m 24-06-1995 Hitnotering: (Week 3 t/m 4) 19-08-1995 t/m 26-08-1995 Hitnotering: (Week 5) 16-09-1995 Hitnotering: (Week 6 t/m 7) 30-08-1997 t/m 06-09-1997 Hitnotering: (Week 8 t/m 10) 19-06-2004 t/m 03-07-2004 Hitnotering: (Week 11 t/m 12) 20-06-2009 t/m 27-06-2009 Hitnotering: (Week 13) 11-07-2009 Hitnotering: (Week 14 t/m 17) 08-08-2009 t/m 29-08-2009 Hitnotering: (Week 18 t/m 19) 17-07-2010 t/m 24-07-2010 Hitnotering: (Week 20 t/m 21) 21-08-2010 t/m 28-08-2010 Hitnotering: (Week 22 t/m 23) 18-09-2010 t/m 25-09-2010 Hitnotering: (Week 24) 30-04-2011 Hitnotering: (Week 25 t/m 41) 21-05-2011 t/m 10-09-2011 Hitnotering: (Week 42) 14-04-2012 Hitnotering: (Week 43 t/m 71) 28-04-2012 t/m 10-11-2012 Hitnotering: (Week 72 t/m 73) 24-11-2012 t/m 01-12-2012 Hitnotering: (Week 74 t/m) 15-12-2012 t/m |
| Week: | 1 | 2 | | 3 | 4 | | 5 | | 6 | 7 | | 8 | 9 | 10 | | 11 | 12 | | 13 | |
| --- | --- | --- | --- | --- | --- | --- | --- | --- | --- | --- | --- | --- | --- | --- | --- | --- | --- | --- | --- | --- |
| Positie: | 49 | 37 | uit | 37 | 50 | uit | 50 | uit | 49 | 50 | uit | 97 | 89 | 92 | uit | 92 | 67 | uit | 78 | uit |
| Week: | 14 | 15 | 16 | 17 | | 18 | 19 | | 20 | 21 | | 22 | 23 | | 24 | | 25 | 26 | 27 | 28 |
| Positie: | 91 | 87 | 80 | 81 | uit | 100 | 96 | uit | 90 | 95 | uit | 87 | 88 | uit | 96 | uit | 29 | 24 | 14 | 21 |
| Week: | 29 | 30 | 31 | 32 | 33 | 34 | 35 | 36 | 37 | 38 | 39 | 40 | 41 | | 42 | | 43 | 44 | 45 | 46 |
| Positie: | 29 | 34 | 54 | 72 | 77 | 87 | 100 | 81 | 76 | 84 | 78 | 98 | 82 | uit | 93 | uit | 98 | 82 | 90 | 59 |
| Week: | 47 | 48 | 49 | 50 | 51 | 52 | 53 | 54 | 55 | 56 | 57 | 58 | 59 | 60 | 61 | 62 | 63 | 64 | 65 | 66 |
| Positie: | 77 | 47 | 69 | 73 | 59 | 65 | 68 | 78 | 53 | 70 | 71 | 71 | 36 | 32 | 56 | 82 | 62 | 73 | 73 | 112 |
| Week: | 67 | 68 | 69 | 70 | 71 | | 72 | 73 | | 74 | 75 | 76 | 77 | 78 | 79 | 80 | 81 | 82 | 83 | 84 |
| Positie: | 86 | 104 | 127 | 156 | 149 | uit | 176 | 187 | uit | 117 | 81 | 133 | 115 | 46 | 38 | | | | | |